# Starman (film)
Pour les articles homonymes, voir Starman.
Pour plus de détails, voir Fiche technique et Distribution.
Starman est un film américain réalisé par John Carpenter, sorti en 1984. Ce film de science-fiction raconte la romance entre une veuve et un extraterrestre ayant pris l'apparence de son défunt mari.
Malgré des critiques globalement positives, le film connut un succès mineur au box-office. Jeff Bridges sera nommé à l'Oscar du meilleur acteur. Une série télévisée faisant suite au film est diffusée en 1987.

## Synopsis

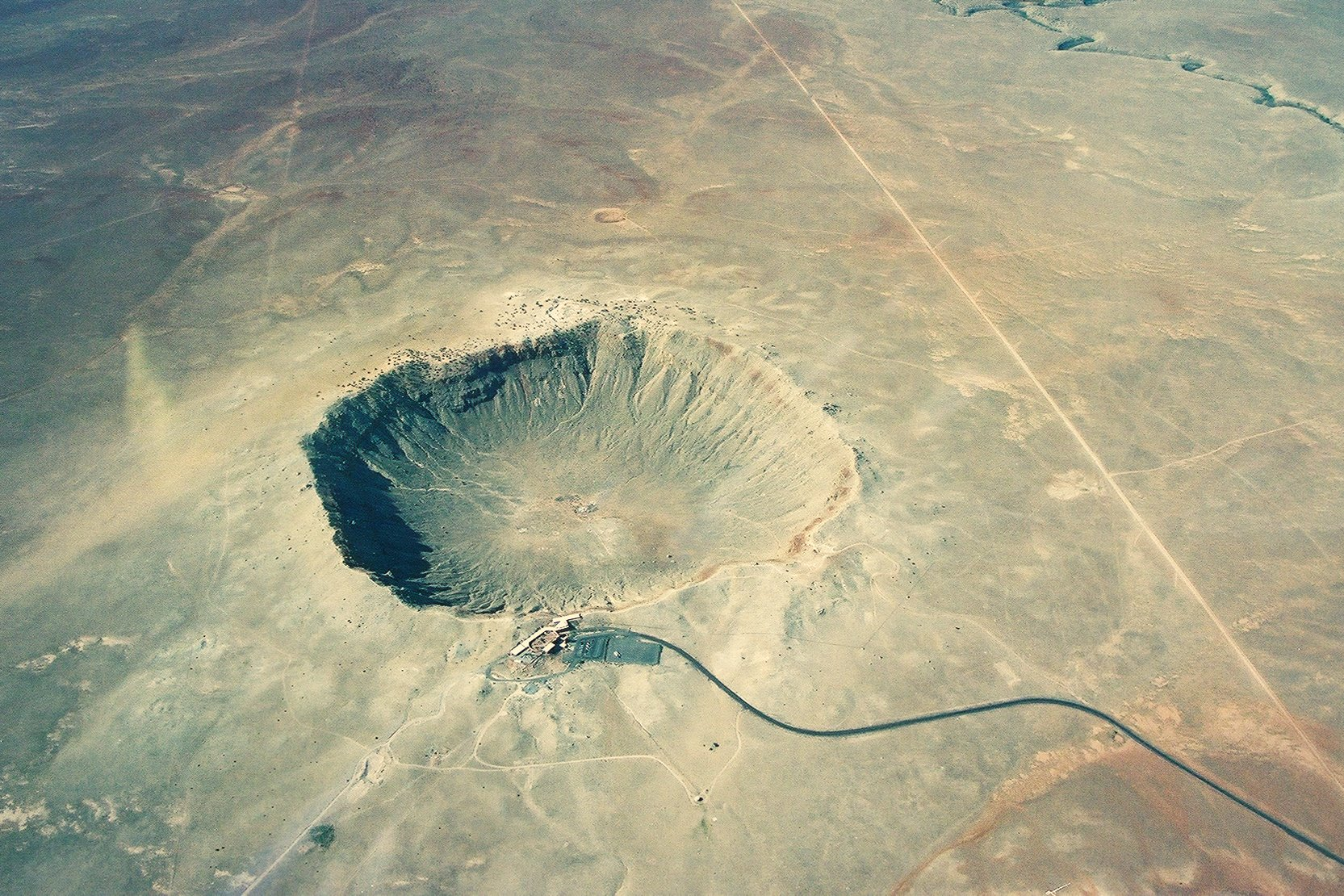
Vue aérienne de Meteor Crater.

En 1977, la sonde spatiale Voyager 2 est lancée avec le disque Voyager Golden Record destiné à contacter d'éventuels extraterrestres. Le message est bel et bien intercepté et un émissaire alien est envoyé sur Terre pour établir un premier contact. Mais le vaisseau extraterrestre est abattu par le gouvernement et s'écrase dans la baie Chequamegon dans le Wisconsin. Son unique occupant, ressemblant à une boule d'énergie, rencontre alors Jenny Hayden et prend l'apparence de son défunt mari, Scott. L'extraterrestre oblige ensuite Jenny à l'accompagner jusqu'au Meteor Crater dans l'Arizona, lieu où ses congénères doivent le récupérer. D'abord réticente, Jenny Hayden va progressivement finir par s'attacher à cet homme venu des étoiles. Ils vont par ailleurs avoir l'armée américaine à leurs trousses.

## Fiche technique
- Titre original : John Carpenter's Starman[1]
- Réalisation : John Carpenter
  - Réalisation de la seconde équipe : Joe Alves
- Scénario : Bruce A. Evans et Raynold Gideon, avec les participations non créditées de Dean Riesner, Diane Thomas et Edward Zwick[2]
- Décors : Daniel A. Lomino
- Musique : Jack Nitzsche
- Son : Tommy Causey
- Photographie : Donald M. Morgan
- Montage : Marion Rothman
- Production : Larry J. Franco
  - Coproduction : Barry Bernardi
  - Production déléguée : Michael Douglas
  - Production associée : Bruce A. Evans et Raynold Gideon
- Sociétés de production : Columbia Pictures, Delphi II et Industrial Light & Magic
- Société de distribution : Columbia Pictures
- Budget : 24 millions de dollars[réf. nécessaire]
- Pays de production :  États-Unis
- Langue originale : anglais
- Format : couleur — 2,35:1 — son Dolby — 35 mm
- Genre : science-fiction, fantastique, romance
- Durée : 115 minutes
- Dates de sortie[1] :
  - États-Unis : 14 décembre 1984
  - France : 3 juillet 1985
- Classification[3] :
  - États-Unis : PG
  - France : tous publics

## Distribution
- Jeff Bridges (VF : Richard Darbois) : Starman
- Karen Allen (VF : Élisabeth Margoni) : Jenny Hayden
- Charles Martin Smith (VF : Jean-Pierre Bouvier) : Mark Shermin
- Richard Jaeckel (VF : Marc Cassot) : George Fox
- Robert Phalen (VF : Hervé Bellon) : le commandant Bell
- Tony Edwards : Sergent Lemon
- John Walter Davis : Brad Heinmuller
- Ted White (VF : Claude Joseph) : le chasseur de cerf
- Dirk Blocker : le premier policier
- M. C. Gainey : le second policier
- Sean Stanek : Hot Rodder
- George Buck Flower : le cuisinier
- Russ Benning : le scientifique
- Ralph Cosham : le lieutenant
- David Wells : l'assistant de Fox
- John Carpenter : l'homme dans l'hélicoptère (caméo non crédité)

## Production

### Genèse et développement
L'un des producteurs, Michael Douglas, avait envisagé de nombreux autres réalisateurs, tels que Mark Rydell, Adrian Lyne, Peter Hyams, John Badham ou Tony Scott, avant que le poste n'échoie à John Carpenter.
Le scénario était développé à la Columbia, en même temps qu'un second scénario traitant de la visite d'un extra-terrestre. Ne souhaitant pas réaliser les deux films, les pontes du studio ont choisi Starman, délaissant le second à un studio rival. Ce dernier, finalement sorti en 1982, était E.T., l'extra-terrestre de Steven Spielberg. Le scénario de Starman passe par de nombreuses réécritures et par le passage de plusieurs script doctors — non crédités au générique — comme Dean Riesner, Diane Thomas et Edward Zwick. Dean Riesner supprime notamment de nombreux éléments politiques du script.
Starman est un « film de commande », chose rare dans la filmographie de John Carpenter. Ce dernier avouera, quelque temps plus tard, avoir accepté ce film en raison de l'échec commercial de The Thing (1982) et de sa nécessité de faire un film totalement différent pour continuer sa carrière à Hollywood,.

### Attribution des rôles

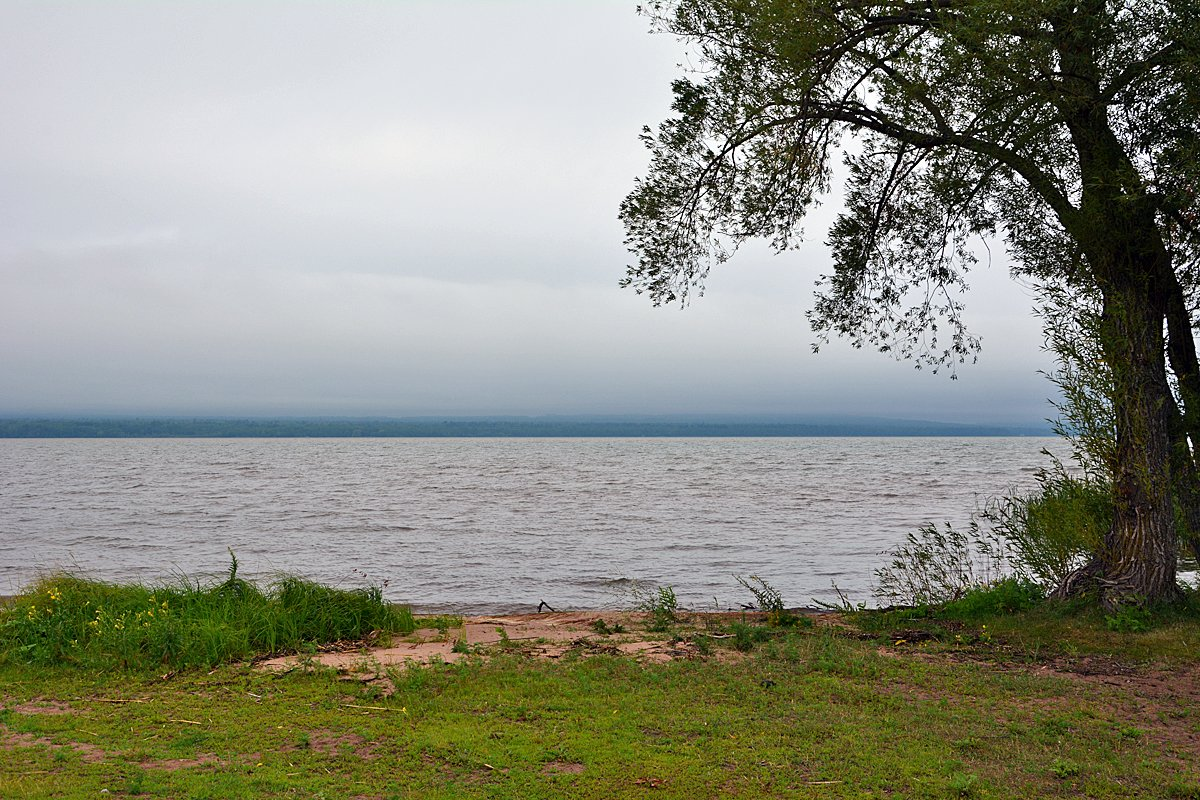
La baie Chequamegon dans le Wisconsin.

Plusieurs acteurs ont été envisagés pour le rôle de Starman, suivant les différents réalisateurs prévus. Tony Scott imaginait, quant à lui, Philip Anglim. Kevin Bacon sera ensuite fortement envisagé, puis Tom Cruise. Jeff Bridges obtient finalement le rôle, après avoir déjà été évoqué pour deux précédents films de John Carpenter, New York 1997 (1981) et The Thing (1982).

### Tournage
Le tournage a lieu dans plusieurs États des États-Unis, à commencer dans l'Iowa (Cedar Rapids), le Colorado, Tennessee (Nashville, Lynchburg, Jasper), dans le Nevada (Las Vegas), dans l'Arizona (Meteor Crater, Sedona, Winslow) ainsi que dans les Warner Bros. Studios de Burbank en Californie.

### Musique
En plus d'être l'un des rares films où il ne signe pas le scénario, Starman est aussi l'un des seuls où John Carpenter ne participe pas à la bande originale.
Liste des titres
Toute la musique est composée par Jack Nitzsche, sauf All I Have to Do Is Dream écrit par Felice et Boudleaux Bryant.
| No  | Titre                                                                  | Durée |
| --- | ---------------------------------------------------------------------- | ----- |
| 1.  | Jenny Shot                                                             | 1:30  |
| 2.  | Here Come the Helicopters                                              | 5:04  |
| 3.  | Honeymoon                                                              | 0:56  |
| 4.  | Road Block                                                             | 1:38  |
| 5.  | Do You Have Somebody?                                                  | 1:18  |
| 6.  | Pickup Truck                                                           | 3:01  |
| 7.  | What's It Like up There?                                               | 1:46  |
| 8.  | All I Have to Do Is Dream (interprété par Jeff Bridges et Karen Allen) | 3:29  |
| 9.  | Lifting Ship                                                           | 1:22  |
| 10. | I Gave You a Baby                                                      | 2:11  |
| 11. | Morning Military                                                       | 1:04  |
| 12. | Define Love                                                            | 1:33  |
| 13. | Balls                                                                  | 1:10  |
| 14. | Starman Leaves                                                         | 7:04  |

Autres chansons présentes
- (I Can't Get No) Satisfaction, interprétée par The Rolling Stones
- New York New York, interprétée par Frank Sinatra
- All I Have to Do Is Dream, composée par Boudleaux Briant et interprétée par Roy Orbison
- From Here to Eternity - Beach Number, composée par George Duning
- What Would Your Memories Do, interprétée par Vern Gosdin

Contrairement à ce que le film indique, Satisfaction des Rolling Stones n'a pas été enregistré sur le Voyager Golden Record.

## Accueil

### Critiques
Sur l'agrégateur américain Rotten Tomatoes, le film récolte 85 % d'opinions favorables pour 33 critiques. Sur Metacritic, il obtient une note moyenne de 70⁄100 pour 8 critiques.

### Box-office
Le film ne rencontre pas un énorme succès commercial à sa sortie, se contenant d'engranger 28 744 356 $ de recettes aux États-Unis, après un démarrage décevant en sixième place le premier week-end d'exploitation avec 2 872 022 $ dans 1 261 salles,.
En France, il totalise 411 022 entrées, dont 119 236 entrées sur Paris.

## Distinctions

### Récompense
- Saturn Awards 1985 : meilleur acteur pour Jeff Bridges[15]

### Nominations
- Oscars 1985 : meilleur acteur pour Jeff Bridges
- Saturn Awards 1985 :
  - Meilleur film de science-fiction
  - Meilleure actrice pour Karen Allen
- Golden Globes 1985 :
  - Meilleur acteur dans un film dramatique pour Jeff Bridges
  - Meilleure musique pour Jack Nitzsche
- Young Artist Awards 1986 : meilleur film familial dramatique

## Suite télévisée
L'histoire se déroule environ 15 ans après les événements du film. Robert Hays y reprend le rôle de Starman, qui revient sur Terre pour secourir son fils Scott Hayden, Jr.